# Sukorame (Sukorejo)
Sukorame is een bestuurslaag in het regentschap Pasuruan van de provincie Oost-Java, Indonesië. Sukorame telt 2334 inwoners (volkstelling 2010).